# 水戸黄門〜伝統工芸漫遊記〜
水戸黄門〜伝統工芸漫遊記〜（みとこうもん でんとうこうげいまんゆうき）は、BS-TBSで不定期に放送されている旅番組だったが、現在は制作された2本の番組の再放送が中心となっている。

## 概要
TBSで放送されたテレビドラマ『水戸黄門』で訪れた地を旅する旅番組。ナレーションは第42部 - 第43部・最終回スペシャルのナレーションを務めた槇大輔。金沢編に登場した女優の白須慶子は、武術が得意であるとし、京都編に登場した女優の北川弘美は、水戸黄門第43部にゲスト出演している。

## 放送リスト
|   | 放送日        | 旅先 | 出演者               |
| - | ------------- | ---- | -------------------- |
| 1 | 2012年3月21日 | 金沢 | 伊吹吾郎、白須慶子   |
| 2 | 2012年7月6日  | 京都 | あおい輝彦、北川弘美 |